# Сен-Жюльен-ле-Мец
Сен-Жюльен-ле-Мец (фр. Saint-Julien-lès-Metz) — коммуна во французском департаменте Мозель региона Лотарингия. Входит в кантон Монтиньи-ле-Мец. 

## География
Сен-Жюльен-ле-Мец расположен в 290 км к востоку от Парижа и в 3 км к северо-востоку от Меца.

## История
- Поселение мозельских земель. В 1324 году был сожжён во время Войны четырёх сеньоров (1324—1326).
- Сен-Жюльен-ле-Мец сильно пострадал во время осады Меца в 1444 году.
- Поселение было полностью разрушено герцогом де Гизом во время осады Меца 1552 года.
- После поражения Франции во франко-прусской войне 1870—1871 годов вместе с Эльзасом и департаментом Мозель был передан Германии по Франкфуртскому миру и был частью Германии до 1918 года, когда по Версальскому договору вновь перешёл к Франции.

## Демография
По переписи 2011 года в коммуне проживало 2 976 человек. 

## Достопримечательности
- Следы галло-романской эпохи, римская дорога.
- Замок де Гримон, XIV век, реконструирован в XVIII веке, ныне социальное жильё.
- Архив департамента Мозель.
- Церковь Сен-Жюльен (1968).
- Эрмитаж Сент-Анн, часовня XIX века, снесён в 2012 году.